# Race Horizon Park
Race Horizon Park — це міжнародні змагання з велосипедного спорту на шосе (категорія UCI 1.2, в рамках календаря Europe Tour), що проходять щорічно в столиці України в дні святкування Дня Києва. У рамках велогонки також проходить традиційний велопарад аматорів — Велодень.

## Історія
Київська велогонка має більш ніж 60-річну історію. Ще під час СРСР велогонки на Хрещатику в День Києва були одним з головних атрибутів і традицій свята, проводились з великим резонансом і масовим глядачем. Багато хто пам'ятає фатальну Велогонку Миру проходила в 1986 році на Хрещатику, відразу після аварії на Чорнобильській атомній станції, коли про Чорнобильську трагедію влада не повідомляла.
Тривалий період часу велогонки на Хрещатику не проводилися. Але в 2008 році столична велогонка поновилася, отримавши нове ім'я — Race Horizon Park, що значно розширило кількість і рівень заходів. З цього часу велозмагання Race Horizon Park — це кілька яскравих гонок на шосе, що проходять у замкнутому кільці міста і збирають велику кількість глядачів.

### 2011
Українська велогонка Race Horizon Park визнана міжнародними експертами. Отримавши статус категорійної (1.2), вона знайшла «прописку» в календарі Міжнародного союзу велосипедистів (UCI). Окрім іміджу та престижності, цей статус значно розширив кількість учасників, протяжність маршруту, рівень суддів і професіоналізм підготовки велогонщиків.

### 2012
Велогонка вперше в новому міжнародному статусі пройшла на найвищому рівні, що відзначив головний суддя, міжнародний комісар UCI Владімірос Петсас.

### 2013
Організаторами вирішено провести не один міжнародний заїзд, а дві повноцінні за статусом і категорійності одноденки Race Horizon Park. Одна з яких, пройшла в Голосіївському районі, друга — традиційно в Солом'янському районі м. Києва

### 2014
UCI підтвердили проведення в Києві трьох днів міжнародних велозмагань Race Horizon Park. Традиційний суботній Критеріум на Хрещатику, який в 2014 вже відбувся в міжнародному статусі, пройшов по вул. Великій Васильківській. Зміна маршруту була пов'язана з перекриттям головної вулиці — Хрещатик і Майдану Незалежності після революційних подій на ЄвроМайдані. Частина нової траси пролягла по бруківці, що додало гонці ще більше видовищності і складності.
У 2012—2014 гостями заходів під брендом Race Horizon Park ставали такі відомі велоспортсмени як Олександр Винокуров і Джамолідін Абдужапаров.

### 2015
У восьмій Race Horizon Park взяли участь такі команди:
- CMI-Verge (США),
- SKC TUFO Prostejov (Чехія),
- Team Idea–Conad (Італія),
- Team Vorarlberg (Австрія),
- Vassil Levski Cycling Team (Болгарія),
- HUNGARIAN National Team (Угорщина),
- Wibatech Fuji Zory (Польща),
- Minsk Cycling Club (Білорусь) і національна збірна Білорусі,
- Randers Cykleklub (Данія),
- Vino 4ever (Казахстан),
- COMANCHE KYIV UKRAINE, KYIV CAPITAL RACING (Україна),
- KOLSS-BDC TEAM (Україна-Польща).[3]

### 2016
У міжнародному статусі велогонка Race Horizon Park відсвяткувала п'ятирічний ювілей. До такої пам'ятної дати організатори підготували для усіх шанувальників велоспорту багато цікавих сюрпризів.
Уперше п'ятничний маршрут велогонки Horizon Park Race for Peace пройшов не в місті, а під Києвом (аби уникнути корків), спеціально для цього була відремонтована легендарна траса — т. зв. «Олімпійське кільце», побудоване 1980 року.
На жаль, погода внесла корективи в традиційну суботню велогонку Horizon Park Race Maidan. За рішенням міжнародного комісара гонка була зупинена через сильну зливу, яка почалася буквально відразу після старту і призвела до завалу більше 70 спортсменів, більше десятка отримали травми різного ступеня тяжкості.
Також вперше пройшли професійні міжнародні велогонки для жінок — Horizon Park Women Challenge (на шосе) і VR Women ITT Race (на час). Саме вони дозволили українським спортсменкам, які перемогли, заробити дві ліцензії на Олімпійські ігри в Ріо-де-Жанейро. З нагоди свята «Укрпошта» випустила спеціальну ювілейну марку — 5 років Race Horizon Park.

### 2017
Серія традиційних міжнародних веломногодневок Race Horizon Park проходила в Києві в 6-й раз. У змаганнях взяли участь 32 команди (165 велогонщиків) з 10 країн. Загальна протяжність маршрутів всіх 5 гонок (3 чоловічі, 2 жіночі) склала 476,9 кілометрів.
Головним суддею Race Horizon Park 2017 став відомий комісар UCI Якоб Кнудсен (Данія). Гонка Horizon Park Race Maidan проходила по оновленому кільцю довжиною 19 кілометрів, це найдовше кільце в історії Race Horizon Park. Маршрут поміняли, щоб зробити гонку більш масштабною і доступною для глядачів з більш віддалених районів Києва. Ще однією особливістю Horizon Park Race Maidan стала спеціальна проміжна премія від Андрія Гривко, кращого велогонщика України, що представляє кольори казахстанської команди Астана.
Після проведення серії міжнародних стартів голова організаційного комітету Race Horizon Park і президент Федерації велоспорту України Олександр Башенко ухвалив рішення в 2018 році підняти категорію Race Horizon Park до 1.1.

## Назва гонки
Назва велогонки утворена з назви бізнес-центрів — Horizon Park Business Center, власником яких є організатор велогонки Олександр Борисович Башенко. Відродження велозмагань в Києві для О. Башенко — данина пам'яті своєму батькові Борису Арсенієвичу Башенко, який свого часу був президентом Федерації велоспорту України та генеральним секретарем Національного олімпійського комітету. Сьогодні Олександр Башенко також є президентом Федерації велоспорту України.

## Правила гонки
В одноденних шосейних велоперегонах Race Horizon Park 1, 2 і 3 (категорія UCI 1.2, в рамках календаря Europe Tour) відповідно до статті 2.1.006 Правил UCI можуть брати участь спортсмени категорії Чоловіки до 23 років. Протяжність кожного маршруту близько 160 км. У змаганні можуть брати участь континентальні команди UCI, національні команди, регіональні та клубні команди відповідно до статті 2.1.005 Правил UCI. Згідно зі статтею 2.2.003 Правил UCI, команди повинні складатися з мінімум 4 (чотирьох) і максимум 6 (шести) гонщиків. Перші 20 велогонщиків, що перетнули фінішну пряму, відповідно до правил UCI, отримують грошові винагороди. У загальній сумі призовий фонд становить 10 818 євро. Відповідно до Регламенту UCI бали в індивідуальний рейтинг UCI нараховуються першим восьми гонщикам у відповідності з наступною таблицею:
| Позиція | Бали |
| ------- | ---- |
| 1       | 40   |
| 2       | 30   |
| 3       | 16   |
| 4       | 12   |
| 5       | 10   |
| 6       | 8    |
| 7       | 6    |
| 7       | 3    |

## Маршрути[6]
Horizon Park Race for Peace
Перший день, п'ятниця. Групова гонка по
колу: пр. Голосіївський, вул. Голосіївська, пр. Науки, вул. Блакитного, вул.
Героїв Оборони
Horizon Park Race Maidan
Другий день, субота. Групова гонка по
колу: вул. Хрещатик, вул. Велика Васильківська, вул. Ковпака, вул. Горького, Либідська площа, вул. Велика Васильківська, вул. Хрещатик, Європейська площа
Horizon Park Classic
Третій день, неділя. Групова гонка по
колу: вул. Миколи Грінченка, вул. Кіровоградська, пр. Червонозоряний, вул.
Андрія Головка, вул. Солом'янська, вул. Протасів Яр

## Переможці

### 2012
У календарі UCI велогонка з'явилася в 2012 році. Першими переможцями стали гонщики:
1. Віталій Попков, ISD-LAMPRE CONTINENTAL (Україна);
2. Олександр Мартиненко, ISD-LAMPRE CONTINENTAL (Україна);
3. Нікіта Умербеков, CONTINENTAL TEAM ASTANA (Казахстан).

### 2013
Призерами Race Horizon Park-1 стали:
1. Денис Костюк, Kolss Cycling Team (Україна);
2. Олександр Шейдік, ISD CONTINENTAL TEAM (Україна);
3. Михайло Кононенко, Kolss Cycling Team (Україна)

Переможцями Race Horizon Park-2:
1. Михайло Кононенко, Kolss Cycling Team (Україна);
2. Броніслав Самойлов, Збірна Білорусі;
3. Сергій Гречин, Збірна України.

### 2014
Призові місця на трьох днях гонки розподілилися наступним чином.
Race Horizon Park-1:
1. Віталій Буц, Kolss Cycling Team (Україна);
2. Блажей Янічек, BDC — Marcpol Team (Польща);
3. Рейнір Хоніг, Team Vorarlberg (Австрія).

Race Horizon Park-2:
1. Михайло Кононенко[7], KOLSS CYCLING TEAM (Україна);
2. Лешек Плучінскі, BDC — Marcpol Team (Польща);
3. Олександр Квачук, KOLSS CYCLING TEAM (Україна).

Race Horizon Park-3:
1. Денис Костюк, Kolss Cycling Team (Україна);
2. Блажей Янічек, BDC — Marcpol Team (Польща);
3. Олександр Паливода, Kolss Cycling Team (Україна).

### 2015
Horizon Park Race for Peace, 29 травня
2015 року. Золото — [[Сергій Лагкуті|Сергій Лагкуті]], KOLSS-BDC team; срібло — Денис Костюк, KOLSS-BDC
team; бронза — Анатолій Пахтусов, ISD Continental Team.
Horizon Park Race Maidan, 30 травня
2015 року. Золото — Олександр Поливода, KOLSS-BDC team; срібло — Сергій Папок, MINSK CYCLING CLUB; бронза — Михайло Кононенко, KOLSS-BDC team.
Horizon Park Classic, 31
травня 2015 року. Золото — Михайло Кононенко, KOLSS-BDC team; срібло — Віталій Буц, KOLSS-BDC team; бронза — Олександр Кучинський, MINSK CYCLING CLUB.

### 2016
Horizon Park Race for Peace, 27 травня 2016 року. Золото — Віталій Буц, KOLSS-BDC TEAM (Україна); срібло — Яцек Морайко (Morajko Jacek) з Wibatech Fuji (Польща); Самір Джабраїлов (Samir Jabrayilov) з Synergy Baku Cycling Project (Азербайджан).
Horizon Park Race Maidan, 28 травня 2016 року. Гонка нейтралізована в зв'язку з погодними умовами.
Horizon Park Classic, 29 травня 2016 року. Золото — Михайло Кононенко, KOLSS-BDC TEAM (Україна); срібло — Марек Руткевич (Marek RUTKIEWICZ), Wibatech Fuji; бронза — Андреа Пасквалон (Andrea PASQUALON), TEAM ROTH (Швейцарія).

### 2017
Horizon Park Race For Peace, 26 травня 2017 року. Золото — Михайло Кононенко, Kolss Cycling Team (Україна); срібло — Якоб Франдсен, Team Aura Energy-CK Aarus (Данія); бронза — Микита Соколов, Vino-Astana Motors (Казахстан).
Велогонка Horizon Park Race Maidan, 27 травня 2017 року. Золото — Расмус Есмаїлі Гіннеруп, Team Aura Energy-CK Aarus (Данія); срібло — Гжегош Степняк, Wibatech (Польща); бронза -Дмитрий Жигунов, RCOP Belarus (Білорусь).
Жіноча гонка Horizon Park Women Challenge, 27 травня 2017 року. Золото — Альсбета Павлендова, Slovakia National Team (Словаччина); срібло — Таїса Насковія, Team Minsk Cykling Club (Білорусь); бронза — Марина Іванюк, Ukraine National Team (Україна).
Велогонка Horizon Park Race Classic, 28 травня 2017 року. Золото — Олександр Превар, Kolss Cycling Team (Україна); срібло — Єгор Деменьтьев, ISD-Jorbi Continental Team (Україна; бронза — [[Сергій Лагкуті|Сергій Лагкуті]], Kolss Cycling Team (Україна).
Жіноча гонка VR Women ITT, 28 травня 2017 року. Золото Анна Соловей, Lviv Region Team (Україна); срібло — Ольга Шекель, Ukraine National Team (Україна); бронза — Валерія Кононенко, Ukraine National Team (Україна).